# عمر کولگا
عمر کولگا (انگلیسی: Ömer Kulga؛ زادهٔ ۸ ژانویهٔ ۱۹۸۹) بازیکن فوتبال اهل ترکیه است.
از باشگاه‌هایی که در آن بازی کرده‌است می‌توان به باشگاه فوتبال قیصریه‌اسپور، باشگاه فوتبال آنکارا اسپور، باشگاه فوتبال مرسین، باشگاه فوتبال دنیزلی اسپور، باشگاه ورزشی بولوسپور، باشگاه فوتبال ام‌وی‌وی ماستریخت، و باشگاه فوتبال اردواسپور اشاره کرد.